# Olle Adolphson

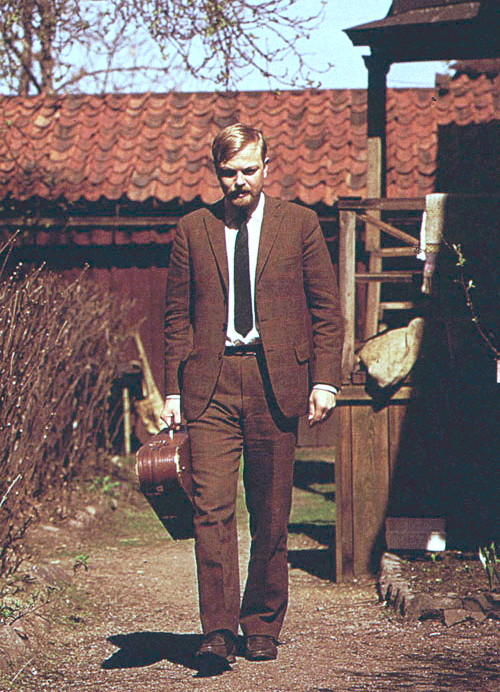
Olle Adolphson, 1963

Gustaf Edvin Olle Adolphson, eigentlich Gustaf Edvin Olof Adolphson (* 2. Mai 1934 in Stockholm; † 10. März 2004 ebenda) war ein schwedischer Liedersänger, Komponist und Gitarrist. Adolphson war eine der wichtigsten Personen in der schwedischen Musikszene der 1960er und 1970er Jahre, hauptsächlich im Bereich des für Schweden typischen Liedes jener Zeit, das häufig sowohl volksmusikartig, gekennzeichnet durch gereimte Verse und einfache, melodiöse Melodien, als auch als Protestsong vorkam. Bei Adolphson ist Protest eher selten, seine Themen sind persönlich und behandeln oft Liebe und Beziehungen, glückliche wie unglückliche.
Seine Lieder wurden auch durch andere Interpreten verbreitet, so sein erster größerer Hit Trubbel von 1961, der in seiner eigenen, aber auch in der Version von Monica Zetterlund  bekannt wurde. Adolphson arbeitete auch mit Beppe Wolgers zusammen.
In den 1970er und 1980er Jahren erschienen Alben mit Adolphsons Interpretationen von Liedern von u. a. Evert Taube, später erschienen seine Interpretationen von Gedichten von Harry Martinson und Lars Forssell. Adolphsons eigene Lieder wurden und werden weiterhin interpretiert von bekannten schwedischen Sängern wie Håkan Hellström, Mauro Scocco, Eva Dahlgren, Sofia Karlsson und Rickard Wolf.
Olle Adolphson erhielt zahlreiche Ehrungen und Preise, darunter auch den Orden Litteris et Artibus 2002.